# Moodnodes
Moodnodes är ett släkte av fjärilar. Moodnodes ingår i familjen mott.
Kladogram enligt Catalogue of Life:
| Moodnodes | \| \| Moodnodes plorella \| \| \| \| \| \| Moodnodes vestilla \| \| \| \| |
|           | \| \| Moodnodes plorella \| \| \| \| \| \| Moodnodes vestilla \| \| \| \| |
|           | Moodnodes plorella                                                        |
|           |                                                                           |
|           | Moodnodes vestilla                                                        |
|           |                                                                           |